# The Santa Fe Trail

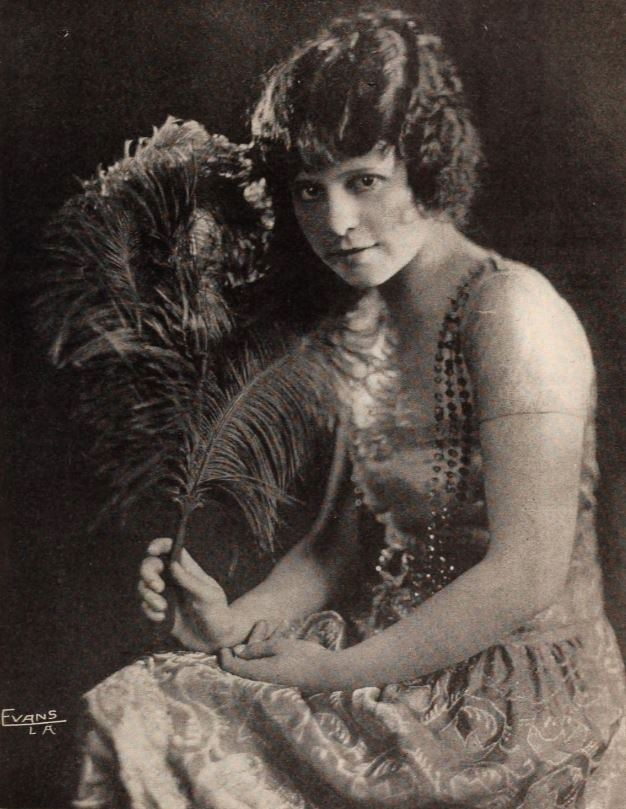
Neva Gerber, atriz do seriado

The Santa Fe Trail (bra O Mistério das Montanhas) é um seriado estadunidense de 1923, gênero Western, dirigido por Ashton Dearholt e Robert A. Dillon, em 15 capítulos, estrelado por Jack Perrin e Neva Gerber. Produzido e distribuído pela Arrow Film Corporation, veiculou nos cinemas estadunidenses a partir de 15 de julho de 1923.
Este seriado é considerado perdido.

## Elenco
- Jack Perrin … Kit Carson
- Neva Gerber
- Jim Welch (creditado James Welch)
- Elias Bullock[3]
- Wilbur McGaugh
- Clark B. Coffey
- Joe De La Cruz
- Maria Laredo
- Ned Jarvis

## Capítulos
1. Mystery of the Trail
2. Kit Carson's Daring Raid
3. Wagon of Doom
4. The Half-Breed's Treachery
5. The Gauntlet of Death
6. Ride for Life
7. Chasm of Fate
8. Pueblo of Death
9. The Red Menace
10. A Duel of Wits
11. Buried Alive
12. Cavern of Doom
13. Scorching Sands
14. Mission Bells
15. End of the Trail

Fonte: 